# Scopula bistrigata
Scopula bistrigata är en fjärilsart som beskrevs av Arnold Pagenstecher 1907. Scopula bistrigata ingår i släktet Scopula och familjen mätare. Inga underarter finns listade.